# Dolf Cauwelier
Dolf Cauwelier (Leuven, 1 december 1931 - Tervuren, 15 april 2018) was een Belgisch welzijnswerker en politicus voor Agalev.

## Biografie
Dolf Cauwelier behaalde het diploma van licentiaat in de filosofie, theologie en wijsbegeerte en letteren. Beroepshalve werd hij directeur van het Verbond van Instellingen voor Welzijnswerk. Hij was tevens voorzitter van de Brusselse Welzijnsraad, mede-hoofdredacteur van de Welzijnsgids Vlaanderen en auteur van verschillende boeken.
In 1989 werd hij namens Agalev verkozen in het Brussels Hoofdstedelijk Parlement. Hij zetelde er tot 1995.
Cauwelier was oprichter van Wakker Tervuren, een actiegroep tegen nachtlawaai afkomstig van de luchthaven van Zaventem en voor de afschaffing van nachtvluchten.

## Selecte bibliografie
- Mensen zoals jij en ik. Gesprekken wet gehandicapten, 1975.
- Mensen voor mensen. Gesprekken met welzijnswerkers, 1977.
- Ethiek van de hulpverlening, 1982.